# Льодовий
«Льодовий» (англ. Chiller, також відомий як англ. Wes Craven's Chiller) — американський телевізійний фільм жахів 1985 року, знятий режисером Весом Крейвеном за сценарієм Дж. Д. Фейгельсона. Прем'єра фільму відбулася на CBS 22 травня 1985 року.

## Синопсис
Сюжет розповідає про керівника корпорації Майлза Крейтона, якого після смерті заморожують у кріогенній камері в надії на те, що його можна буде оживити. Через десять років процедура проходить успішно, і Майлз повертається до життя, проте без душі.

## Акторський склад
| Актор                | Роль              |
| -------------------- | ----------------- |
| Майкл Бек            | Майлз Крейтон     |
| Беатріс Стрейт       | Маріон Крейтон    |
| Лора Джонсон         | Лі Кеньон         |
| Дік О'нілл           | Кларенс Бісон     |
| Алан Фадж            | доктор Стріклін   |
| Крейг Річард Нельсон | доктор Колльєр    |
| Пол Сорвіно          | преподобний Пенні |